# Клеон
Вижте пояснителната страница за други личности с името Клеон.
Клеон (на старогръцки: Κλέων, Kleon; † 422 пр.н.е. в Амфиполис) e атински политик и военачалник през Пелопонеската война.
Той е от низш произход. Клеон забогатява с кожарско предприятие и се жени за жена от най-знатните фамилии на Атина. Той е особено талантлив оратор и привърженик на агресивната политика спрямо Спарта и така противник на Никий, който е за разбирателството. Въпреки че няма военен опит той има успех като военачалник в битката на остров Сфактерия 425 пр.н.е. Той е убит през 422 пр.н.е. в битката при Амфиполис при река Струма против спартанския военачалник Бразид, който също пада убит. След това през 421 пр.н.е. Атина и Спарта подписват Никиевия мирен договор.